# Megistops
Megistops là một chi bọ cánh cứng trong họ Chrysomelidae.
Chi này được miêu tả khoa học năm 1859 bởi Boheman.

## Các loài
Các loài trong chi này gồm:
- Megistops louana Bechyne, 1997
- Megistops louana Savini, 1993
- Megistops quasipretiosa Savini, 1993
- Megistops rectangularis Savini, 1993
- Megistops sexmaculata Medvedev, 2004